# Hermandad Universitaria del Stmo. Cristo de la Luz y Ntra. Sra. Madre de la Sabiduría (Salamanca)
La hermandad Universitaria del Santísimo Cristo de la Luz y Nuestra Señora Madre de la Sabiduría es una cofradía de carácter universitario que desfila el Martes Santo en Salamanca.

## Emblema
La hermandad toma el escudo de las Congregaciones Marianas, compuesto por el Crismón (XP) superpuesto a la "M", inicial de María, enmarcado en un hexágono.

## Historia

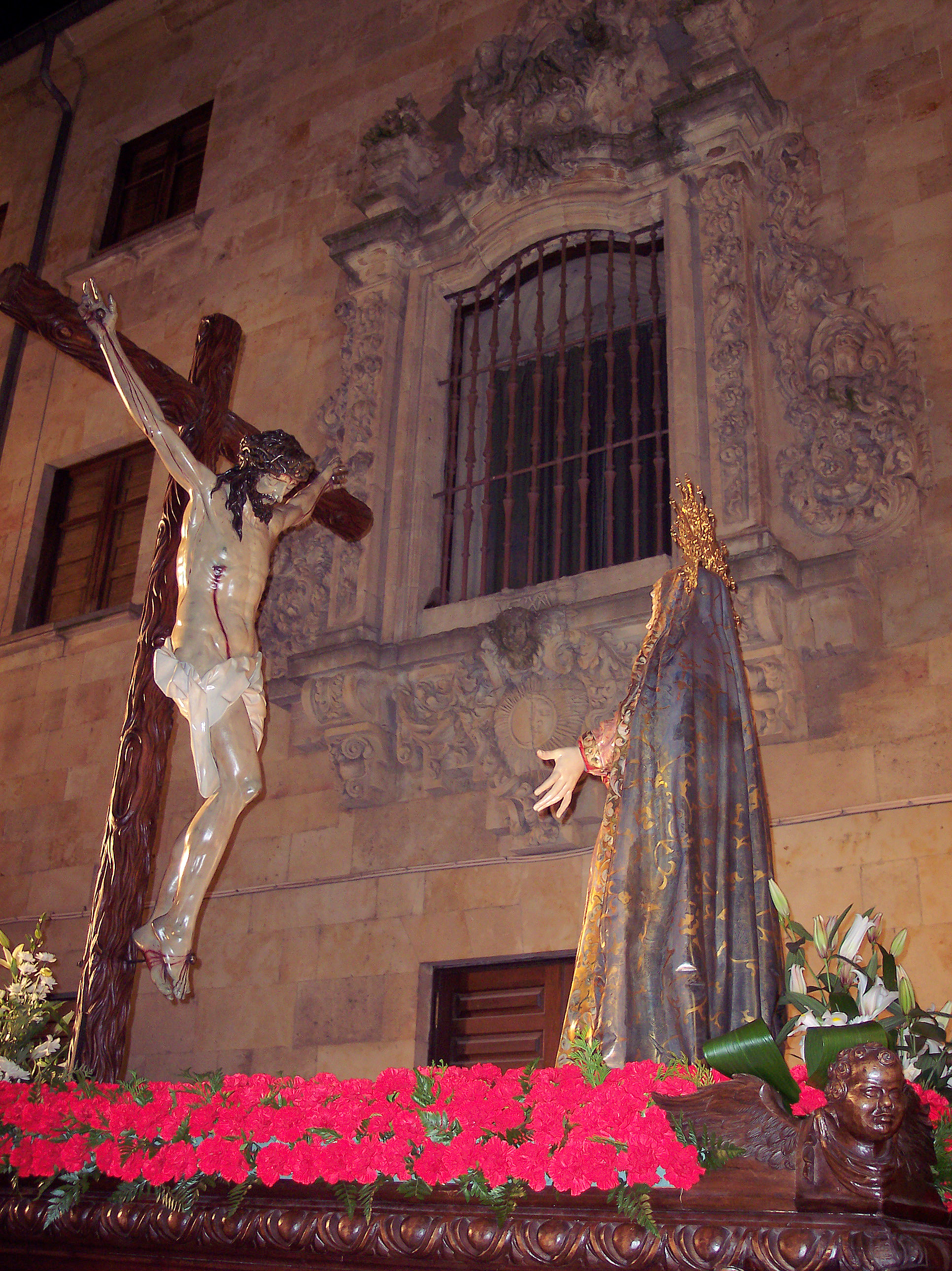
Stmo.Cristo de la Luz y Ntra. Sra. Madre de la Sabiduría

La hermandad se fundó el 13 de marzo de 1948 al amparo de las Congregaciones Marianas, dentro del resurgir que vivió la Semana Santa salmantina en los años 40 del pasado siglo. La cofradía nació basándose en la penitencia, austeridad y carácter universitario y masculino. En sus inicios solicitó la cesión de la imagen de Cristo recogiendo sus vestiduras de la sacristía de La Clerecía que desfilaba en el Santo Entierro con la sección de la Flagelación de la Vera Cruz, pero la petición fue denegada y la imagen se cedería a la Hermandad de Jesús Flagelado que se fundó ese mismo año.
Tomó como titulares a dos imágenes existentes en la Iglesia del Espíritu Santo (Clerecía) donde se estableció su sede canónica, que recibieron las advocaciones de Stmo. Cristo de la Luz y Ntra. Sra Madre de la Sabiduría. El Martes Santo de 1948  realizó su primer desfile procesional con las imágenes del crucificado y la dolorosa portadas sobre una carroza prestada por la hermandad de Ntra. Sra. de la Soledad acompañadas por cerca de cien hermanos y varios doctores, catedráticos y profesores de la Universidad de Salamanca.
En 1949 la hermandad estrenó la cruz de guía, un estandarte negro con el escudo de la Universidad superpuesto al de las Congregaciones Marianas bordado en plata y la carroza en madera de nogal con medallones de los patronos de las cuatro facultades universitarias históricas (San Raimundo de Peñafort, Derecho; San Lucas, Medicina; San Isidoro de Sevilla, Filosofía y Letras; y San Alberto Magno, Ciencias) en las esquinas. Todos estos elementos siguen formando parte del desfile en la actualidad.
En los años 60 la participación en el desfile, como en el resto de cofradías de la ciudad, fue disminuyendo. En 1970 se tuvo que suspender la procesión por falta de hermanos sustituyéndose por un Vía Crucis celebrado por las calles del barrio antiguo con la imagen del Cristo de la Luz sin andas, arropado por unos pocos hermanos. Un año después ni siquiera pudo celebrase este acto debido a la lluvia.
En 1977 se intentó recuperar el desfile y la hermandad, programándose un Vía Crucis como el celebrado anteriormente. Para conseguir su resurgir se permitió la incorporación de la mujer y de personas ajenas al ámbito universitario a la hermandad. Así en 1978 se recuperó la procesión con el Cristo de la Luz en su carroza, un año después desfiló de nuevo junto a Ntra. Sra. Madre de la Sabiduría.
Ese mismo año, debido a las obras de restauración de la Clerecía, la promesa de silencio de los hermanos se realizó en el Patio de Escuelas, situando el paso ante la fachada de las Escuelas Mayores, quedando como lugar definitivo de celebración del acto acompañado por la lectura de la oración al Stmo. Cristo de la Luz y la intervención del Coro de la Universidad Pontificia.
En 1998, con motivo del cincuentenario de la hermandad se celebró en Salamanca el I Encuentro Nacional de Hermandades Penitenciales Universitarias. También de cara al cincuentenario se restauró la imagen del Cristo y la carroza. Un año más tarde se hizo lo propio con la imagen de la Virgen. A raíz de esta efeméride se mejoraron las relaciones con la Universidad y se recuperó la tradición de que un doctor leyera la oración en el Patio de Escuelas.
En 2022 se firmó un convenio con la Universidad Pontificia y la Hermandad Universitaria del Santo Cristo de la Luz de Valladolid para la creación de una alianza de cofradías universitarias, abierto a hermandades de España, Portugal y América, que celebrarían encuentros bianuales y colaborarían en intercambio de información, divulgación y actividades religiosas y culturales.
En 2023 se celebró el 75 aniversario con un concierto en la Clerecía, la celebración de un encuentro de hermandades universitarias, con misa en la Capilla de San Jerónimo de la Univerisad y procesión extraordinaria del Cristo de la Luz y una exposición conmemorativa en noviembre. Ese mismo año recibió el galardón Francisco Rodríguez Pascual, que otorga la Tertulia Cofrade Pasión, por mantener la esencia de sus principios fundacionales y su procesión, aunando los sobrios rasgos penitenciales con el carácter universitario que define a la ciudad y ser una referencia para la proyección de las procesiones penitenciales de Salamanca.

## Grupo escultórico

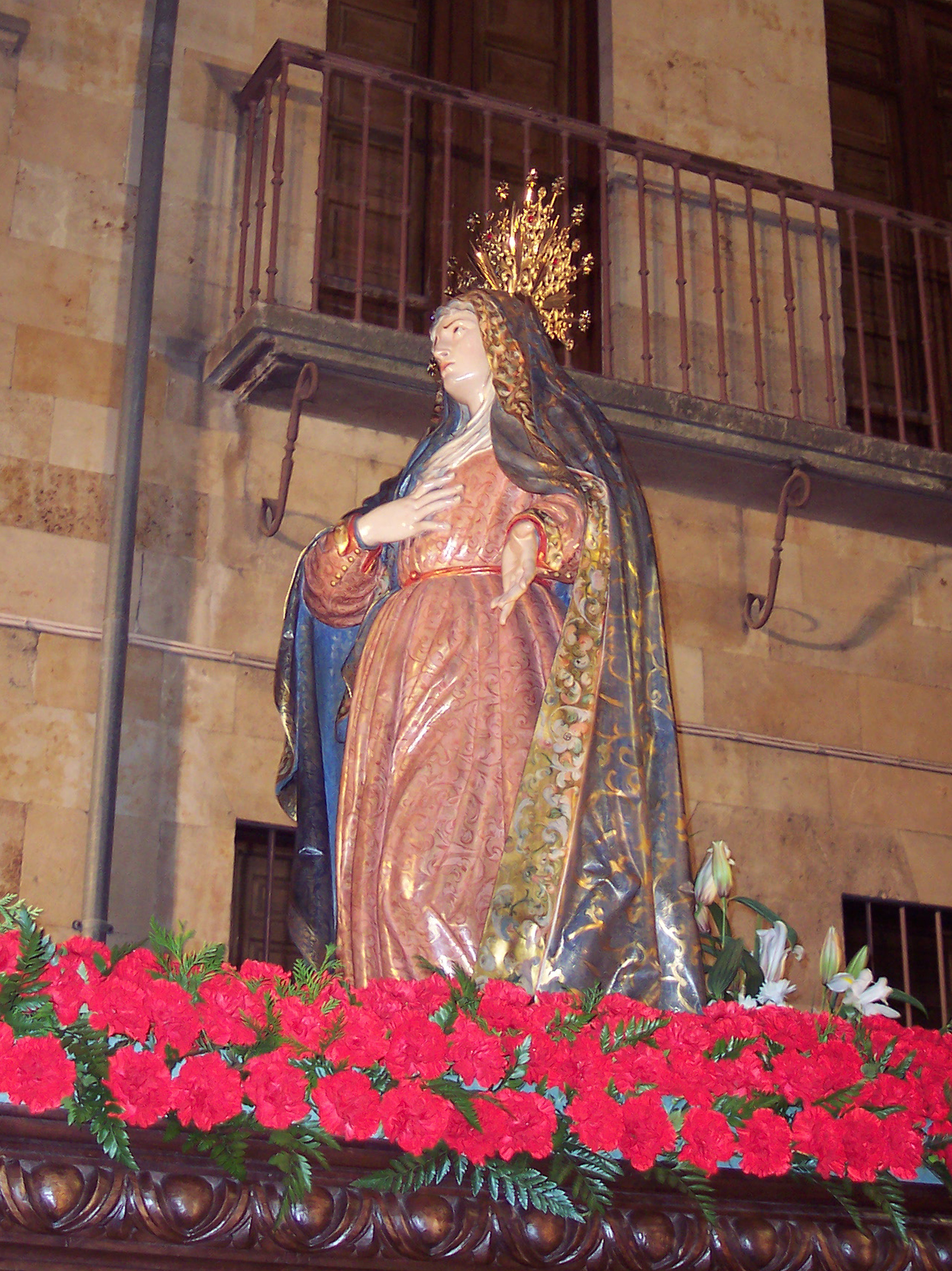
Ntra. Sra. Madre de la Sabiduría

La iconografía del paso podría definirse como un Stabat Mater formado por la Dolorosa enfrentada a la cruz de la que pende el cuerpo de Cristo muerto.
La imagen del Stmo. Cristo de la Luz se atribuyó a Pedro de Reinaldo datándola a finales del siglo XVII. Más recientemente, a raíz de su exposición en Las Edades del Hombre de 2006 en Ciudad Rodrigo, se ha atribuido a Esteban de Rueda fechándose en torno a 1620. A diferencia de otros Cristos contemporáneos la corona de espinas está tallada en la madera, no es un añadido. La cruz donde descansa el cristo fue encargada al tallista madrileño Andrés López López (1920-2007) y se estrenó junto a la carroza de la hermandad en la procesión de 1949. El pie de la cruz lleva dos rieles metálicos para insertarse en la carroza y poder aumentar y disminuir su altura, pues la puerta del templo no permite la salida del paso con la cruz subida al máximo.
Ntra. Sra. Madre de la Sabiduría es una obra anónima anterior al crucificado. Procede posiblemente de la parroquia de San Pelayo o la ermita de Santa Catalina que fueron derribadas para la construcción de la Iglesia de la Clerecía. En su origen fue concebida como imagen de altar, y probablemente formaba  parte de un calvario. Destaca su policromía, especialmente los delicados estofados.Desfila con una diadema de orfebrería elaborada en los talleres del salmantino José Cordón en 1948. Realizada en plata sobredorada, con piedras preciosas y semipreciosas, de estilo barroco. Sobre una base de motivos vegetales entrelazados se alternan doce estrellas de ocho puntas, rayos biselados y rosetas. Existen fotografías antiguas en las que aparece la imagen con siete espadas en el pecho.
Si bien se trata de dos imágenes de distinta mano y fecha, no concebidas para procesionar, forman un grupo bien integrado de gran belleza.

## Desfile procesional
La procesión de la hermandad en la noche del Martes Santo se caracteriza  por su carácter penitencial. Sale de la Clerecía bajo los sones del himno universitario, Gaudeamus Igitur. Como símbolo de recogimiento la cofradía evita su paso por la Plaza Mayor El momento más esperado por el público es la promesa de silencio en el Patio de Escuelas. De especial belleza es el regreso al templo, subiendo la calle de la Compañía con poca afluencia de público.
La hermandad salmantina es acompañada en su desfile por una representación de la Hermandad Universitaria del Santo Cristo de la Luz de Valladolid. El Jueves Santo una representación de la cofradía de Salamanca acompaña a la Vallisoletana en su salida penitencial.

## Hábito
Los hermanos visten túnica y capillo negro con el anagrama de la hermandad sobre el fondo del color que corresponda a la Facultad con la que estén relacionados. La túnica se ciñe a la cintura con cordón blanco. Se completa el atuendo con sandalias de esparto. Durante el desfile portan cruces de madera sin desbastar.

## Marchas dedicadas
- Luz y Pasión de Oscar y Carlos Juanes, 2001, para Banda de Música.[13]